# Flintstonowie: Wielkie Łubu-dubu
Flintstonowie: Wielkie Łubu-dubu (ang. The Flintstones & WWE: Stone Age SmackDown!) – amerykański film animowany z 2015 roku w reżyserii Spike’a Bandita i Tony’ego Cervone’ego oraz wyprodukowany przez Warner Home Video i WWE Home Video. Jest to drugi film wytwórni Warner Bros. Animation w koprodukcji z WWE Studios, zaraz po Scooby Doo: WrestleMania – Tajemnica ringu z 2014 roku. Film zainspirowany serialem Flintstonowie.
Premiera filmu miała miejsce 10 marca 2015 w Stanach Zjednoczonych na DVD i Blu-ray. W Polsce film został wydany na DVD przez Galapagos Films 27 marca 2015.

## Fabuła
Akcja filmu rozgrywa się w epoce kamienia łupanego, a także skupia się na kolejnych perypetiach dwóch rodzin jaskiniowców – Freda i Wilmy Flintstonów oraz Barneya i Betty Rubble’ów. Kiedy Fred traci pieniądze przeznaczone na rodzinne wakacje, postanawia zrealizować plan, aby go z powrotem odzyskać. Organizuje imprezę sportową, w której jego przyjaciel, Barney Rubble, ma wziąć udział w pierwszych w historii prehistorycznych zawodach WWE, aby stanąć do walki z gwiazdami wrestlingu, m.in. Johnem Cenastone'em czy Reyem Mysteriopalem. Zwycięzca może być tylko jeden, a całe wydarzenie z wrestlingu poprowadzi nie kto inny jak... Fred Flintstone.

## Obsada
- Jeff Bergman – Fred Flintstone
- Kevin Michael Richardson – Barney Rubble
- Tress MacNeille – Wilma Flintstone
- Grey Griffin – Betty Rubble
- Russi Taylor – Pebbles Flintstone
- Eric Bauza – Bamm-Bamm Rubble, Dino oraz Hopuś
- John O’Hurley – pan Łupek
- Brie Bella – Brie Boulder
- Nikki Bella – Nikki Boulder
- John Cena – John Cenastone
- Rey Mysterio – Rey Mysteriopal
- Vince McMahon – pan McMagma
- Daniel Bryan – Daniel Bryrock
- CM Punk – CM Punkrock
- The Undertaker – on sam
- Mark Henry – Marble Henry

## Wersja polska
Wystąpili:
- Grzegorz Pawlak – Fred
- Krzysztof Szczerbiński – Barney
- Agnieszka Fajlhauer – Wilma
- Marta Dylewska – Betty
- Karol Pocheć – Łupek
- Józef Pawłowski – Dino, Hoppy oraz Bamm-Bamm

W pozostałych rolach:
- Piotr Bajtlik – John Cenastone
- Jakub Kamieński
- Piotr Makarski
- Zbigniew Konopka – Henry Marble
- Mikołaj Klimek – Pan McMagma
- Wojciech Chorąży – Rey Zagadka
- Sebastian Cybulski – Daniel Bryrock
- Martyna Kowalik – jedna z sióstr Boulder
- Joanna Pach – Pebbles
- Paulina Komenda – druga z sióstr Boulder
- Mateusz Weber
- Piotr Marzecki
- Jan Staszczyk
- Stefan Pawłowski

Dystrybucja na terenie Polski: Galapagos Films

Wersja polska: Master Film

Dialogi i reżyseria: Dariusz Dunowski

Tłumaczenie: Hanna Osuch

Dźwięk i montaż: Jacek Osławski

Kierownictwo produkcji: Romuald Cieślak

Lektor: Kacper Kaliszewski